# 33261 Ginagarlie
33261 Ginagarlie este o planetă minoră (asteroid), cu un diametru de 3,198 km, din centura de asteroizi. A fost descoperită pe 20 aprilie 1998 la Experimental Test Site⁠(d) de Lincoln Near-Earth Asteroid Research. 
Obiectul prezintă o orbită caracterizată de o semiaxă mare de 2,7650235 UAi, o excentricitate de 0,02, o înclinație de 5,48435 ° în raport cu ecliptica.